# Apostolische Nuntiatur für Sierra Leone
Die Apostolische Nuntiatur für Sierra Leone ist die offizielle diplomatische Vertretung des Heiligen Stuhls in dem westafrikanischen Staat Sierra Leone. Apostolischer Nuntius ist seit 2022 Erzbischof Walter Erbì, der auch die Apostolischen Nuntiaturen für Gambia und Liberia leitet. Er hat seinen Sitz in der liberianischen Hauptstadt Monrovia.
Die Vertretung wurde zunächst 1979 als Apostolische Delegation errichtet und 1996 zur Apostolischen Nuntiatur erhoben.

## Liste der Apostolischen Vertreter
Apostolische Delegierte
- 1976–1979: Giuseppe Ferraioli
- 1979–1983: Johannes Dyba
- 1984–1987: Romeo Panciroli
- 1987–1995: vakant

Apostolische Nuntius
- 1996–1999: Antonio Lucibello
- 1999–2005: Alberto Bottari de Castello
- 2005–2012: George Antonysamy
- 2013–2017: Mirosław Adamczyk
- 2018–2022: Dagoberto Campos Salas
- seit 2022: Walter Erbì